# Michaelskirche (Gratkorn)

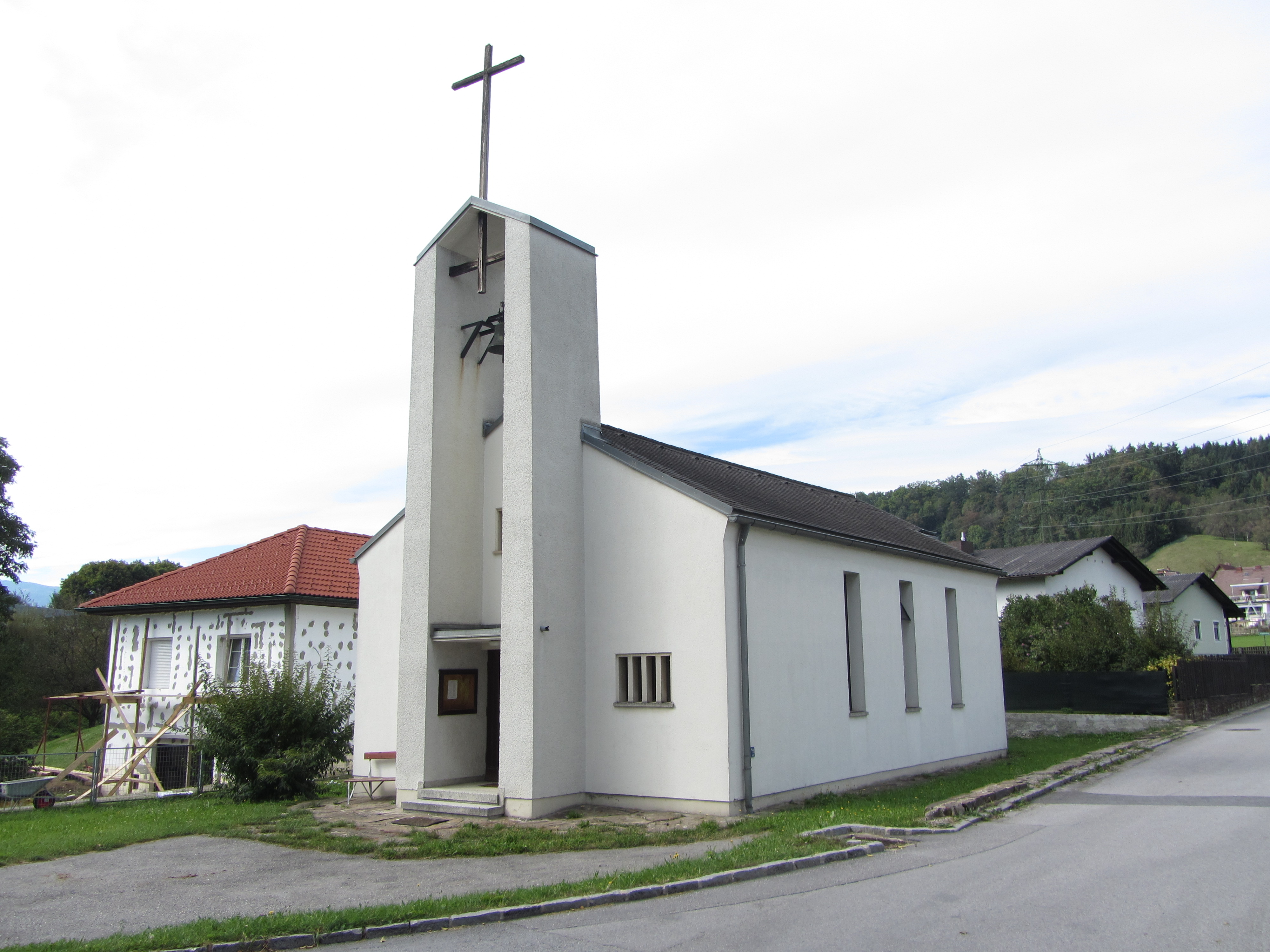
Die Michaelskirche 2012

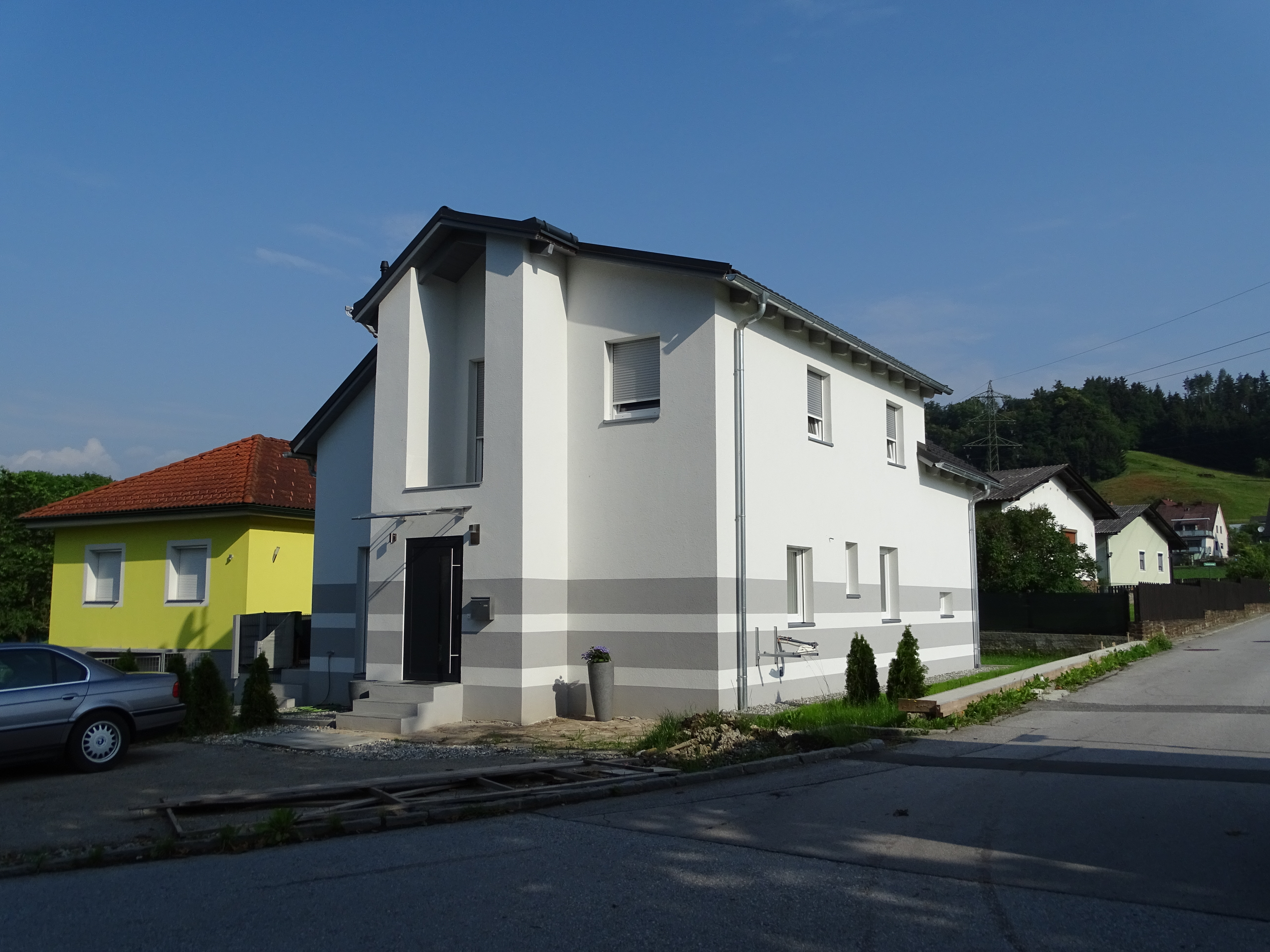
Die zu einem Wohnhaus umgebaute Kirche 2018

Die Michaelskirche ist die ehemalige evangelische Filialkirche in der Marktgemeinde Gratkorn in der Steiermark. Sie wurde 1960 errichtet und war bis 2017 Gotteshaus. Danach wurde das vorher noch denkmalgeschützte Gebäude in ein Wohnhaus umgebaut. 

## Lage
Die ehemalige Kirche steht an der Adresse Kirchenweg 13 im Kirchenviertel der Marktgemeinde Gratkorn.

## Geschichte
Da in den 1950er Jahren im Zuge des Ausbaus der Papierfabrik Leykam-Josefsthal die seit 1900 für die rund 400 Protestanten in Gratkorn als Gotteshaus dienende Baracke abgebrochen werden musste, beschloss die Pfarrgemeinde Peggau im Jahr 1959 den Bau einer neuen Kirche. Als schwierig stellte sich die Finanzierung des Neubaus heraus, da bereits im Jahr 1958 von der Pfarrgemeinde die Heiliggeistkirche in Judendorf-Straßengel errichtet worden war. Geldmittel kamen von Leykam, der Gemeinde Gratkorn, der Arbeiterkammer, den kirchlichen Hilfsvereinen Baden-Württembergs, der Schweiz und Österreichs sowie von Spenden der heimischen Gläubigen.
Der Bau wurde von dem Bauunternehmen Franz Oswald nach Plänen des Architekten Oskar Sgustav ausgeführt. Am 11. Dezember 1960 wurde die Kirche geweiht. Nach dem Neubau ging es wirtschaftlich und finanziell für die Pfarrgemeinde aufwärts und es besuchten rund 18 Prozent der örtlichen Protestanten die Kirche. Doch bereits kurz nach der Verabschiedung des neuen Protestantengesetzes im Jahr 1961 kam es zu einem Rückgang der Gottesdienstbesucher, der sich im Lauf der Jahre bei etwa zwei bis drei Prozent der heimischen Protestanten einpendelte. Der Bevölkerungsanteil an Protestanten sank auch, sodass es im Jahr 2009 nur mehr 220 Protestanten in Gratkorn gab, welche die neu renovierte Heiliggeistkirche in Judendorf-Straßengel besuchten. Das stellte die Pfarrgemeinde vor die schwierige Aufgabe, den Erhalt der Kirche zu finanzieren, weshalb sie das Gebäude im Jahr 2017 verkaufte. Die ehemalige Kirche wurde umgebaut und wird heute als Wohnhaus genutzt.

## Beschreibung
Die außen schlicht gestaltete Kirche mit offenem Glockenturm wurde nach Plänen von Oskar Sgustav errichtet. Die Kirchenglocke stammt von der Pfarrgemeinde Friedrichshall bei Knochendorf in Baden-Württemberg.
An der Altarwand befand sich eine von Erich Unterweger geschaffene Kreuzigungsgruppe aus Lindenholz, welche die steirische Landesregierung stiftete. Den Ambo zierte ein Relief, das den Kampf des Erzengels Michael gegen den Drachen zeigte. Die Prinzipalien sowie das Kirchengestühl gingen nach dem Verkauf der Kirche an die Christuskirche in Kapfenberg.